# Люксембург (город)
Люксембу́рг (люкс. Lëtzebuerg, фр. Luxembourg, нем. Luxemburg) — столица и крупнейший город Великого Герцогства Люксембург.
В 2011 году в опубликованном международной консалтинговой компанией Mercer рейтинге наиболее безопасных городов мира Люксембург занял первое место (2—4 места разделили Берн, Хельсинки и Цюрих).

## Этимология
Город Люксембург впервые упоминается в 738 году как «Люцилинбург» (Lucilinburh) от древневерхнемецкого -luzil — «малый» и -burg — «укреплённый город, замок», то есть «малый город». В дальнейшем именовался «Лютцельбург», «Лютцембург» и в 1354 году — впервые «Люксембург». Последняя форма после Венского конгресса 1815 года, когда Великое Герцогство Люксембург получило независимость, была принята в качестве официальной: фр. Luxembourg, нем. Luxemburg.

## Население
| 1821     | 1851     | 1871     | 1880     | 1890     | 1900     | 1910     | 1922     | 1930     | 1935     | 1947     | 1960     |
| -------- | -------- | -------- | -------- | -------- | -------- | -------- | -------- | -------- | -------- | -------- | -------- |
| 15 091   | ↗21 754  | ↗26 303  | ↗30 205  | ↗32 767  | ↗39 488  | ↗45 169  | ↗46 530  | ↗53 837  | ↗57 822  | ↗61 996  | ↗71 653  |
| 1970     | 1978     | 1979     | 1981     | 1983     | 1984     | 1985     | 1986     | 1987     | 1988     | 1989     | 1990     |
| ↗76 159  | ↗79 580  | ↗79 596  | ↘78 912  | ↘77 100  | ↘76 050  | ↗76 130  | ↗76 150  | ↗76 640  | ↘76 468  | ↘75 950  | ↘74 724  |
| 1991     | 1992     | 1993     | 1994     | 1995     | 1996     | 1997     | 1998     | 1999     | 2000     | 2001     | 2002     |
| ↗75 833  | ↘75 399  | ↗75 797  | ↘75 713  | ↗76 446  | ↗77 401  | ↗78 290  | ↗79 500  | ↗79 844  | ↗80 670  | ↘76 688  | ↗77 965  |
| 2003     | 2004     | 2005     | 2006     | 2007     | 2008     | 2009     | 2010     | 2011     | 2012     | 2013     | 2014     |
| ↗78 329  | ↗79 366  | ↗80 158  | ↗82 509  | ↗83 820  | ↗85 467  | ↗88 586  | ↗90 848  | ↗95 058  | ↗99 852  | ↗103 641 | ↗107 247 |
| 2015     | 2016     | 2017     | 2018     | 2019     | 2020     | 2021     | 2021     | 2022     | 2023[…]  | 2024     | 2025     |
| ↗111 287 | ↗115 227 | ↘114 303 | ↗116 323 | ↗119 215 | ↗122 273 | ↗124 529 | ↘124 509 | ↗128 512 | ↗134 714 | ↘134 697 | ↗136 208 |

Население Люксембурга невелико и составляет более 1/6 населения страны. Население города можно подразделить на коренных люксембуржцев (42 % населения) и иностранцев, выходцев из 143 стран (58 %). Среди иностранцев большинство составляют выходцы из стран ЕС. Официальные языки — люксембургский, французский и немецкий. Большинство жителей города исповедует католицизм.

## История

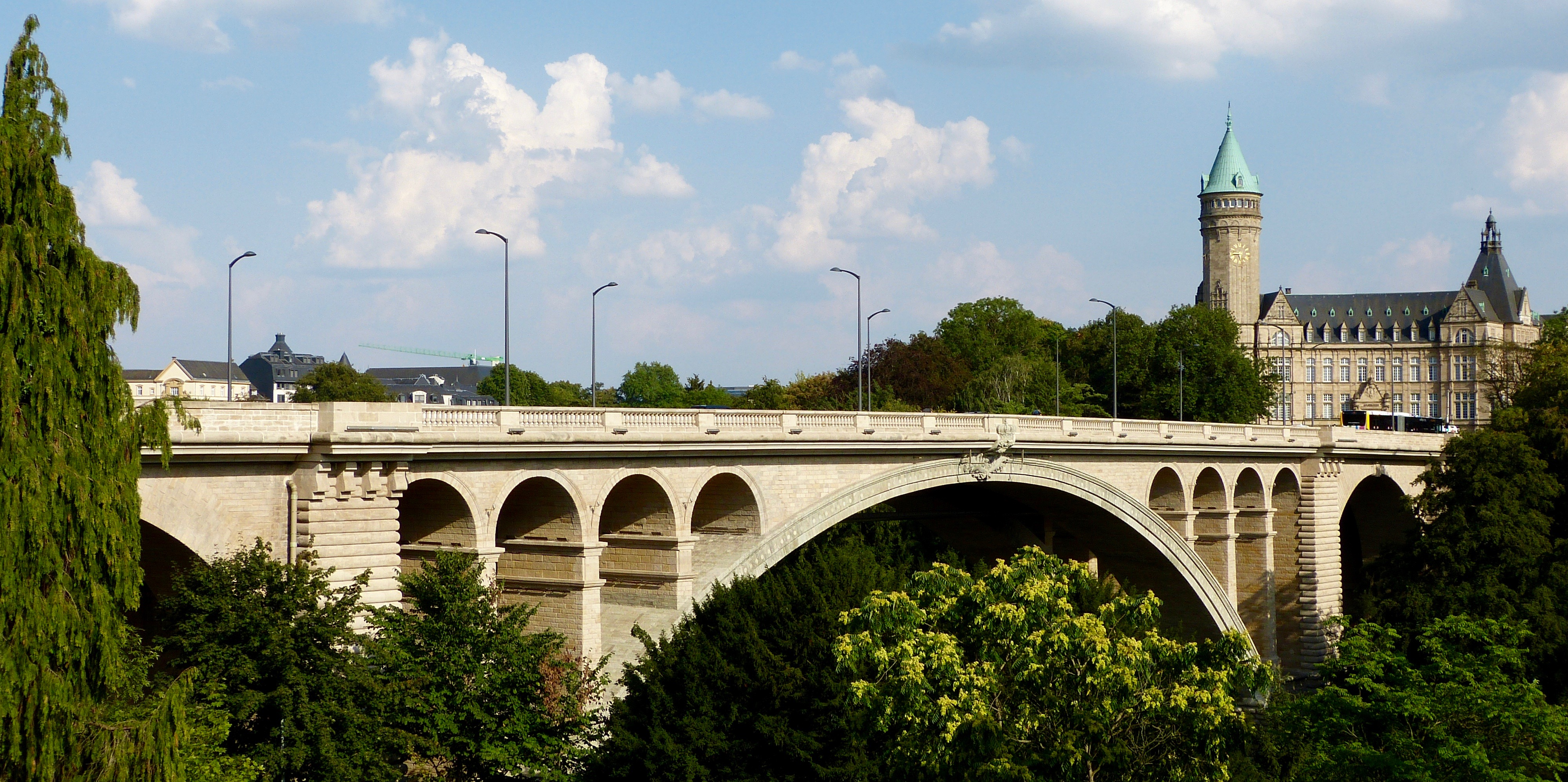
Мост Адольфа

Первые упоминания о Люксембурге в письменных источниках относятся к 963 году.
Статус и права города Люксембург получил лишь в 1244 году. Город неоднократно переходил из рук в руки в 1606—1684 и 1697—1724 годах он принадлежал Испании, в 1684—1697 и 1794—1815 годах входил в территориальные владения Франции, а в 1714—1794 находился под управлением Габсбургской Австрии.
В 1815 году Люксембург обрёл независимость. Во время Первой и Второй мировых войн город был оккупирован немецкими войсками.
В послевоенный период город активно развивался, и в настоящее время является одним из самых дорогих в Европе.

## Культурное значение
Рекой Альзет, образующей вместе с притоками глубокую долину, в которой располагаются прекрасные зелёные парки, он разделён на две части — Верхний и Нижний город. В силу данной особенности город изобилует мостами. Две части города соединены между собой мостами Адольфа и великой герцогини Шарлотты. Облик Нижнего города во многом зависит от функций, которые выполняет город в Евросоюзе. Здесь расположены многочисленные банки, правления компаний, пивоваренные заводы. Верхний же город — не что иное, как древняя люксембургская крепость, с множеством памятников архитектуры.
В южной части Люксембурга находится знаменитый Собор Люксембургской Богоматери.
Музеи города:
- Музей трамваев и автобусов
- Национальный музей истории и искусства

## Природа и климат
Город расположен на высоте 316 метров над уровнем моря, в районе слияния двух небольших рек — Альзет (южный приток Зауэра) и Петрус.
Климат — мягкий умеренный океанический. Зима мягкая, а лето тёплое, температура редко поднимается выше +30 градусов. Ясная погода бывает редко. Круглый год выпадают осадки, зимой иногда бывают сильные снегопады.
Флора и фауна континентальная, в пригородах дубовые и буковые леса, в которых водятся белки, косули, серны. В садах и парках города культивируются теплолюбивые растения — такие, как грецкий орех, абрикос, самшит, кизил.
| Показатель                    | Янв.  | Фев.  | Март  | Апр. | Май  | Июнь | Июль | Авг. | Сен. | Окт. | Нояб. | Дек.  | Год   |
| ----------------------------- | ----- | ----- | ----- | ---- | ---- | ---- | ---- | ---- | ---- | ---- | ----- | ----- | ----- |
| Абсолютный максимум, °C       | 13,9  | 18,2  | 22,2  | 27,0 | 30,4 | 34,3 | 35,7 | 37,9 | 31,5 | 26,0 | 18,4  | 14,6  | 37,9  |
| Средний суточный максимум, °C | 3,2   | 4,7   | 9,1   | 13,3 | 17,9 | 20,9 | 23,4 | 22,9 | 18,4 | 13,2 | 7,3   | 3,9   | 13,2  |
| Средняя температура, °C       | 0,8   | 1,6   | 5,2   | 8,7  | 13,0 | 15,9 | 18,1 | 17,8 | 13,9 | 9,6  | 4,6   | 1,8   | 9,3   |
| Средний суточный минимум, °C  | −1,5  | −1,1  | 1,7   | 4,5  | 8,6  | 11,3 | 13,4 | 13,2 | 10,1 | 6,5  | 2,3   | −0,3  | 5,7   |
| Абсолютный минимум, °C        | −17,8 | −20,2 | −14,4 | −6,9 | −2,1 | 0,9  | 4,5  | 4,3  | −0,7 | −4,6 | −11,1 | −15,3 | −20,2 |
| Норма осадков, мм             | 77    | 62    | 69    | 58   | 77   | 79   | 70   | 75   | 74   | 86   | 76    | 86    | 889   |
| Источник: Погода и Климат     |       |       |       |      |      |      |      |      |      |      |       |       |       |

## Транспорт
В шести километрах от города расположен международный аэропорт Люксембург-Финдел, единственный международный аэропорт страны. Аэропорт Люксембург-Финдел связан регулярными рейсами со многими городами Европы. Главный авиаперевозчик — национальная авиакомпания Luxair.
В городе имеется железнодорожный вокзал, являющийся центром внутренней железнодорожной сети страны, выступая конечной для всех, кроме одной из железных дорог Люксембурга (Линия 80, для которой она является транзитной), так также несколько меньших железнодорожных станций.
В Люксембурге функционирует 31 маршрут городского автобуса, часть из которых обслуживается частными предприятиями. На въездах в город имеется 5 бесплатных перехватывающих парковок (в общей сложности на 4315 мест), созданных городскими властями для стимулирования пользования общественным транспортом.
10 декабря 2017 года в Люксембурге вновь пустили трамвай, функционировавший раньше в 1875—1964 годах. В 2017 году также открылась короткая линия фуникулера, связывающая железнодорожную станцию Пфаффентал-Кирхберг (Pfaffenthal-Kirchberg) с остановкой трамвая Rout Bréck — Pafendall.
С февраля 2020 года городской транспорт был сделан бесплатным.